# Salzburger Kalkhochalpen
Die Salzburger Kalkhochalpen, in der Landesgeographie auch Steinberge, sind die Anteile des österreichischen Land Salzburgs an den Nördlichen Kalkhochalpen.

## Geographie

Blick von der Hochbrunnsulzen über den Westteil des Steinernen Meeres mit Schönfeldspitze

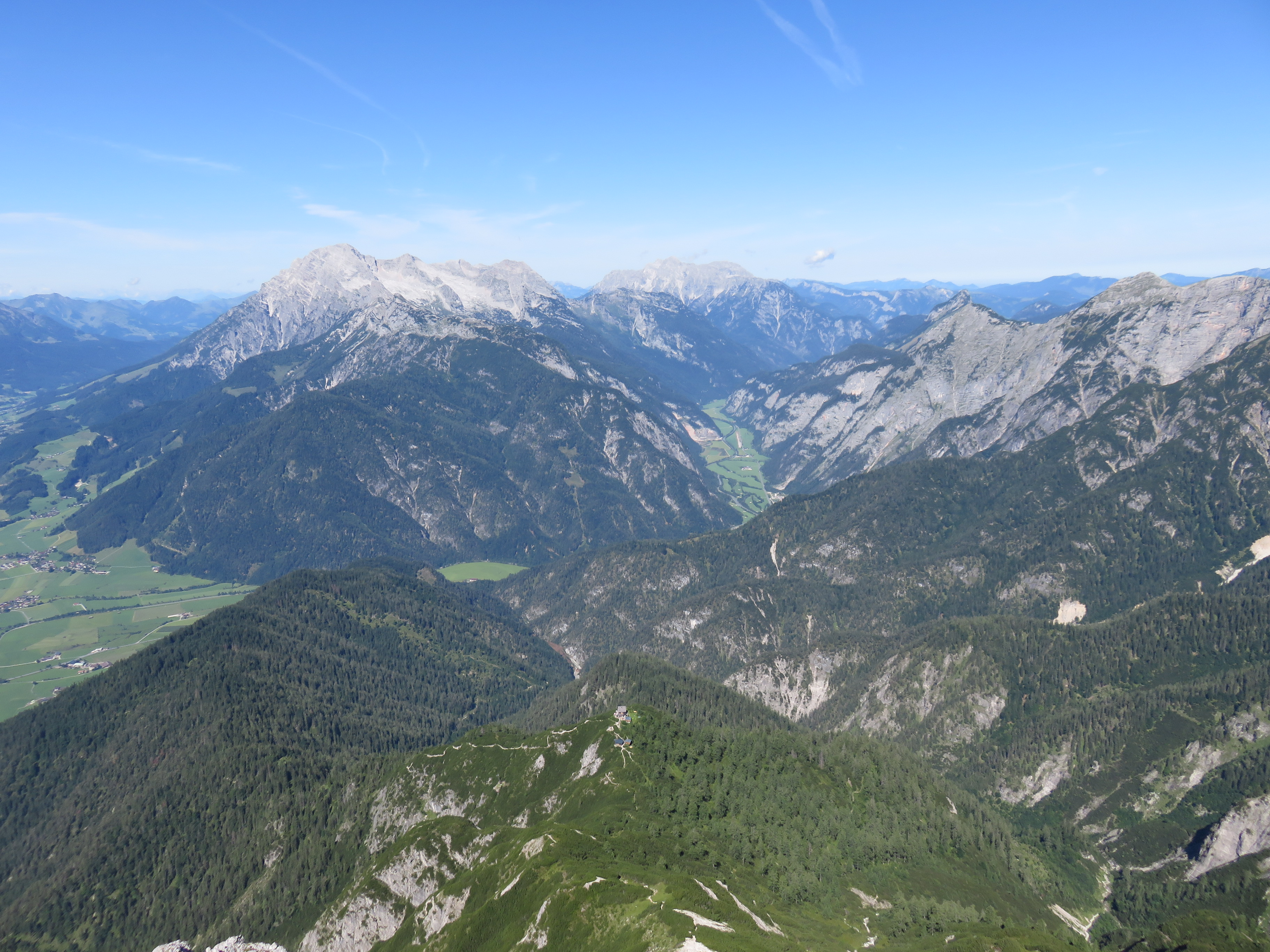
Loferer und Leoganger Steinberge (links, Mitte) und Steinernes Meer (rechts)

Die Salzburger Kalkhochalpen umfassen die Steinplatte, Loferer, Leoganger und Reiter Steinberge (Reiteralpe), das Steinerne Meer, das Hochkönigmassiv, das Hagengebirge, das Göllmassiv und den Untersbergstock und das Tennengebirge – von diesen liegen nur das Tennengebirge und der Hochkönig vollständig in Salzburg, alle anderen ragen über das Landesgebiet hinaus, teils nach Deutschland, teils nach Tirol. Sie erstrecken sich damit als etwa 70 Kilometer langer Gürtel von der Tiroler Ache bis zum Lammertal und Salzburger Becken über das Land Salzburg und werden vom Salzach- und Saalachdurchbruch (Unterer Salzachpongau, Pinzgauer Saalachtal) gegliedert. Sie umfassen also die Salzburger Anteile an den Waidringer und den Berchtesgadener Alpen (die auch Salzburger Alpen genannt werden) sowie das gänzlich in Salzburg liegende Tennengebirge, die zusammen als Nordtiroler-Salzburger Kalkalpen bezeichnet werden. Den östlich anschließenden Dachsteinstock, von dem der Gosaukamm, die Bischofsmütze und die südlichen Vorlagen des Hauptgipfels zu Salzburg gehören, rechnet man oft auch nicht mehr zu den Salzburger Kalkhochalpen als Gebirgsgruppe.
Südlich werden sie von den Schieferalpen (Kitzbüheler Alpen, Salzburger Schieferalpen) begleitet, nördlich grenzen sie an die Bayerischen Alpen, im Westen folgt das Kaisergebirge, und im Nordosten setzen sie sich gegen das Salzburger Becken (Alpenvorland) und die Salzburger Voralpen ab. Im Osten folgt die entsprechende oberösterreichisch-landesgeographische Zone Kalk-Hochalpen.
Landläufig werden aber manchmal auch das Gebiet der Salzburger Kalkvoralpen im Osterhorngebiet dazugerechnet, die nach Salzburger Raumordnung zur Region Salzburger Mittelgebirge zählen.

## Name und Landschaftsform
Steinberge ist ein üblicher Lokalname für die Salzburger Kalkalpen. Der Begriff grenzt die Kalkstöcke gegen die südlich anschließenden welligen Grasberge der Schieferalpen ab. Der Name meint Berge aus Kalk und Dolomit, im Gegensatz zu denen aus Schiefer, welche leichter verwittern, wasserspeichernde Böden bilden, stärker erodiert, niedriger und daher weitaus stärker und bis in die Gipfelflur begrünt sind. In den Steinbergen dagegen tritt oberhalb der Waldzone der nackte Fels zutage, zumindest wo dieser keine ruhende Schuttdecke und Schuttboden trägt.
Kalk- und Dolomitgesteine sind praktisch monomineralisch und lösen sich ohne Rückstände im Regenwasser auf; es sind dann keine wasserspeichernden Tonminerale o. ä. vorhanden. Daher rührt die Kahlheit der Berge. Nur dort, wo eine ruhende Schuttdecke auf dem Fels liegt, etwa bei Moränenablagerungen o. ä., kann sich Erde halten, welche ihre Nährstoffe oft großenteils aus dem vom Wind angewehten Staub bezieht; dieser kommt bei Föhnstürmen von den Zentralalpen. Der Wald dagegen filtert diesen Löss aus der Luft und ist somit besser mit Nährstoffen versorgt. Entwaldung führt nach einer kurzen Phase üppiger Almwiesen leicht zur Verkahlung dieser Berge.

## Geologie
Die mächtigsten Gesteinserien, welche die Steinberge im Sinne der Salzburger Kalkalpen aufbauen, sind der Dachsteinkalk und der Ramsaudolomit, der eigentlich eine Zusammenfassung über eine Zeitengrenze darstellt, und die beiden Serien des Wettersteindolomits und des Hauptdolomits zusammenfasst.

## Naturschutz
Die ganzen zwischen Saalach und Salzach liegenden Teile, also die Salzburgischen Anteile an den Berchtesgadener Alpen, stehen umfassend unter Naturschutz. Die Schutzzone umfasst 342,5 km², und stellt die südliche Ergänzung des Nationalparks Berchtesgaden (auch Natura-2000-Gebiet, DE8342301) dar, die so als grenzübergreifendes Großschutzgebiet im Kontext der EuRegio Salzburg – Berchtesgadener Land – Traunstein konzipiert ist und vielleicht einmal ein gemeinsamer Nationalpark wird.
Das Europa- und Naturschutzgebiet Kalkhochalpen umfasst als Kernzone 236,5 km².
Das Naturschutzgebiet Kalkhochalpen wurde 1983 mit 23646,6456 Hektar ausgewiesen (LGBl. 93/1983, NSG00012).
1997 wurde das Gebiet (mit 23610,0 ha ausgewiesen) auch ein Europaschutzgebiet, nach der Natura 2000 FFH-Richtlinie (LGBl. 51/2006, AT3211012/ESG00009 Kalkhochalpen, Salzburg).
Das Gebiet erstreckt sich Nord–Süd von der Kuchler Gasteig bis zum Dientner Sattel, Ost–West über 32½ Kilometer vom Pass Lueg bis zum Hundsofen, wobei es zwischen Karlkogel (Steinerner Meer) und Hirschbichlkogel (Reiter Steinberge) in zwei Teile zerfällt.

Es umfasst auch das ESG Bluntautal (FFH, AT3206007), dort liegen am Göll die Gebietsabweichungen zwischen NSG und ESG Kalkhochalpen, die differierenden 46½ ha gehören zum ESG Bluntautal. Diese Areal im äußeren Bluntautal ist auch ein geschützter Landschaftsteil und teils Landschaftsschutzgebiet.
Enthalten sind auch der Großteil des Wild-Europaschutzgebietes Kematen, und die Naturwaldreservate Biederer Alpswald und Mitterkaser (beide Naturdenkmal und Biogenetisches Reservat).
Als Göll, Hagen-, Hochköniggebirge, Steinernes Meer sind weitere Ergänzungsflächen im Ausmaß von 3673,8458 ha auch als Landschaftsschutzgebiet (LSG00030) ausgewiesen, und bilden so eine Pufferzone. Dazu gehören eine kleinere Fläche der Göll-Ostflanke oberhalb des Gollinger Wasserfalls (dieser auch Naturdenkmal), das innere Buntautal (teils ESG), das innere Blühnbachtal und der hinterste Höllngraben, das innere Riedingtal und Trockenbachtal–Moosalm am Dientner Sattel, sowie das Buchweißbachtal bei Saalfelden.
Westlich anschließend liegt der Naturpark Weißbach (auch Landschaftsschutzgebiet Gerhardstein–Hintertal–Weißbacher Gemeinschaftsalm, um 2800 ha), und etwas separiert das Wild-Europaschutzgebiet Joching.
Das Tennengebirge ist mit 85,4 km² ebenfalls ein großes Naturschutzgebiet.
Im Bereich der Waidringer Alpen liegen einige kleinere Schutzgebiete, aber keine umfassende Schutzzone.